# Indo-Iraanse talen
De Indo-Iraanse talen (oude naam: Arische talen) vormen de meest oostelijke levende taaltak binnen de Indo-Europese talen. Deze taaltak bestaat uit drie taalfamilies, namelijk de Indo-Arische talen (met name gesproken in Zuid-Azië), de Iraanse talen (met name gesproken in Zuidwest- en Centraal-Azië) en de Nuristani-talen, een groep talen gesproken in de Afghaanse provincie Nuristan. De laatste groep werd vroeger gezien als onderdeel van de Dardische talen, onderdeel van de Indo-Arische talen.

## Geschiedenis

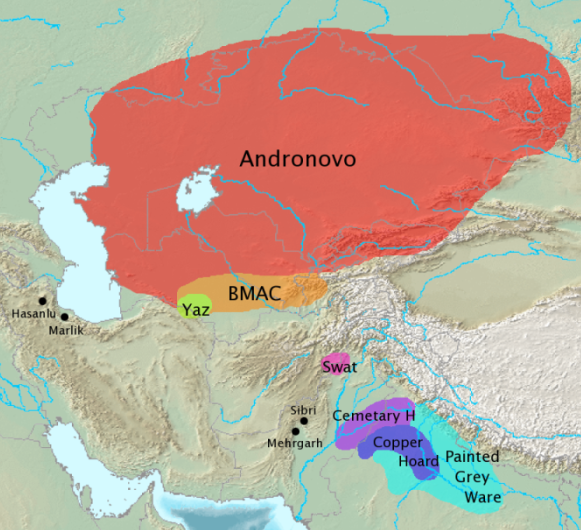
Andronovocultuur en vermoedelijke volgculturen

De vroege Indo-Iraniërs worden meestal geïdentificeerd met de afstammelingen van de Proto-Indo-Europeanen, die bekendstaan als de Andronovocultuur. Hun thuisland besloeg de Euraziatische steppe van de rivier de Oeral in het westen tot de Tiensjan in het oosten. Men vermoedt dat de vroegste vormen van deze talen zich tegen het eind van de bronstijd afgescheiden hebben van de andere Indo-Europese talen, omdat er wel een gemeenschappelijk woord voor koper is, maar geen voor ijzer.
Bij de versterkte nederzetting Sintasjta in de zuidelijke Oeral zijn de waarschijnlijk vroegste strijdwagens gevonden (ca. 2000 v.Chr.). Deze strijdwagens speelden een belangrijke rol in de verspreiding van de Indo-Iraniërs.
Taalhistorici schatten dat het continuüm van de Indo-Iraanse talen vanaf 2000 v.Chr., zo niet eerder, uiteen begon te vallen. Dit zou samenvallen met de Sintasjta en vroege Andronovocultuur, voorafgaand aan zowel de Vedische en Iraanse culturen. De oudste geschriften van deze talen, Vedisch Sanskriet en Avestisch, zijn nog opvallend vergelijkbaar. De oorsprong en vroegste relatie tussen de Nuristaanse talen en die van de Iraanse en Indo-Arische groepen is complex.

## Indo-Arische talen

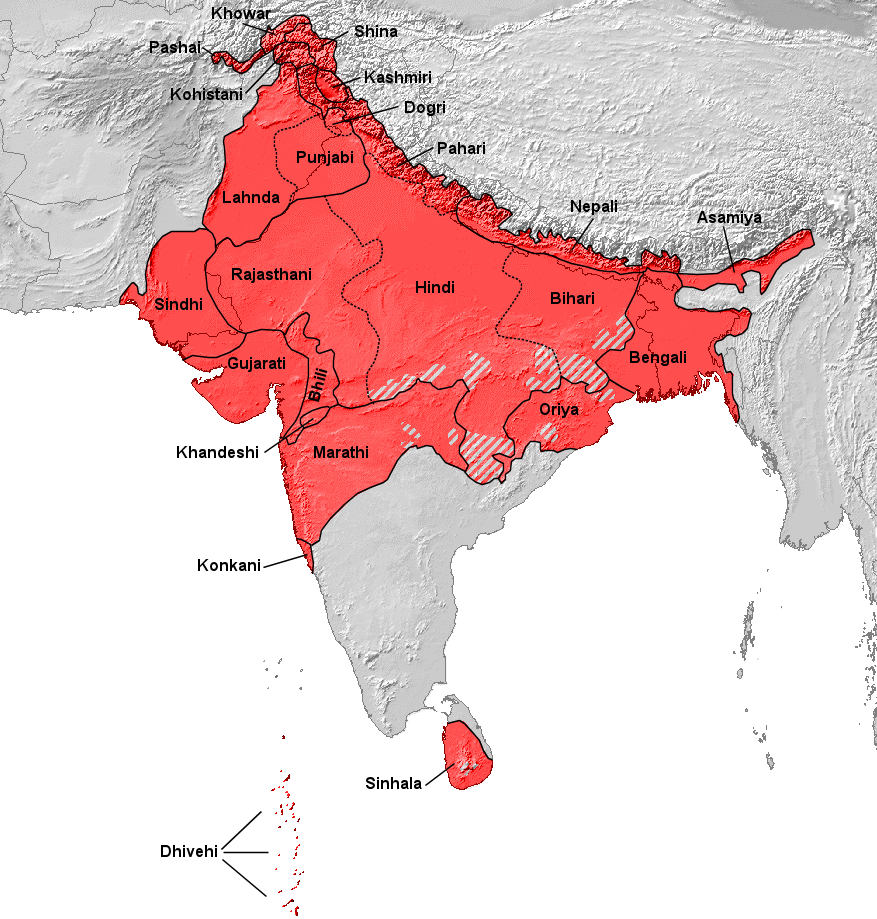
Verspreiding van de Indo-Arische talen

Tot de Indo-Arische talen behoren onder andere de talen nu gesproken in het noorden en midden van India, waaronder het:
- Sanskriet (niet-levend)
- Pali
- Romani (taal van de Roma of zigeuners)
- Fijisch-Hindoestani (Fiji)
- Bengaals
- Marathi
- Nepalees
- Kasjmiri
- Punjabi
- Singalees (Sri Lanka)
- Divehi (Maldiven)

## Iraanse talen
Tot de Iraanse talen behoren talen die in Iran en omringende landen worden gesproken, waaronder het:
- Avestisch (niet-levend)
- Koerdisch: Kurmanci, Soranî, Lori, Zazaki en Gorani (Koerdistan (in Irak, Syrië, Turkije en Iran)
- Perzisch inclusief Dari, Tadzjieks
- Beloetsji (Kandahar, Afghanistan, Beloetsjistan, Pakistan, Beloetsjistan, Iran)
- Pasjtoe (Afghanistan, Pakistan)
- Ossetisch (Kaukasus)